# 久保寺瑞紀
久保寺 瑞紀（くぼてら みずき、1986年9月10日 - ）は、日本の女性モデル、タレント。ブロッサム・エンターテイメント所属。
神奈川県秦野市出身。東洋英和女学院大学卒業。

## 来歴
- 2007年、SUPER GT「TOY STORY Racing Team」のイメージガールとしてレースクイーン活動を行う[2]。
- 2007年、ミス・インターナショナル2008日本代表選出大会第2位[3]。
- 2008年、「第3回アパマンショップキャンペーンガール」グランプリ受賞。
- 2008年12月13日、ミス・ワールド日本代表として世界大会に出場。
- 2009年12月19日、レーシングドライバーの石浦宏明と結婚[4]。
- 2011年7月27日、第一子となる女児を出産[5]。

## 人物
- 趣味：映画鑑賞、料理。
- 特技：人を笑わせること、水泳、バスケットボール、ゴルフ、英会話。
- 姉が1人いる[6]。
- 水泳選手として全国大会出場の経歴を持つ。

## 出演

### テレビ番組
- 情報プレゼンターとくダネ! 2008年11月17日O.A、フジテレビ）
- 「情報ナビピックアップ！FJ！」（2008年、フジテレビ）
- 洋楽Blan-co（2009年、SKY PerfecTV!）メインMC

### テレビドラマ
- 闇金ウシジマくん Season2（2014年1月 - 3月、毎日放送） - 摩耶 役
- おいハンサム!! 第7話・最終話（2022年2月19日・26日、東海テレビ・フジテレビ） - 里香の同僚 役

### CM
- 八景島シーパラダイス（2007年）
- 東ハト・バンダイ-チョコビ（クレヨンしんちゃん）（2008年）
- アパマンショップ「そうじの秘密篇」「ミュージカル篇」（2009年） - 上戸彩と共演[7]
- アクサダイレクト「頼れるね篇」（2014年）

### PV
- RIP SLYME「太陽とビキニ」（2008年）

### イベント
- SEX and the CITY　ピンクカーペット（2008年）
- エステール・ジュエリーショー（2008年）
- 秦野丹沢祭り（2008年）

### 雑誌
- 和みのウェディング（2007年）
- メトロポリス（2008年）
- CLASSY. WEDDING×Ar.YUKIKO（2008年）
- 料理王国（2009年）

### カタログ
- 千趣会「mama＆baby maternity2008春夏号」（2008年）